# Andreas Prittwitz

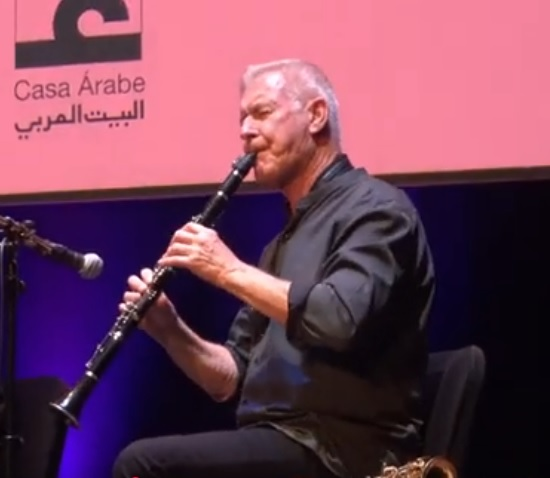
Andreas Prittwitz (2025)

Andreas Prittwitz (* 20. April 1960 in München) ist ein seit 1978 in Spanien lebender deutscher Fusionmusiker (Sopransaxophon, auch Tenorsaxophon und Klarinette), der zunächst als Blockflötist im Bereich der klassischen Musik in Erscheinung trat. Seit den 2000er Jahren tritt er zumeist mit seinem Crossover-Projekt Looking Back auf.

## Leben und Wirken
Prittwitz lernte von klein auf Blockflöte und gewann mehrere Preise. Als Solist auf diesem Instrument trat er nach dem Studium in Freiburg in Europa und den USA als Solist mit dem Bayerischen Kammerorchester, mit Ars Nova und dem Münchener Barock-Trio auf. Mit 18 Jahren zog er nach Spanien, wo er mit dem Orquesta de Cámara Española, der Sinfónica de Asturias, Atrium Musicae de Madrid unter Leitung von Gregorio Paniagua, Zarabanda, dem Orquesta de Cámara del Nalón und anderen spielte.
Parallel dazu lernte Prittwitz als Autodidakt Klarinette und Saxophon und begleitete zunächst spanische Liedermacher und Bands wie Javier Krahe, Babia (Oriente - Occidente), Luis Pastor, Luis Eduardo Aute, Los Toreros Muertos, Miguel Ríos, Joaquín Sabina, La Frontera, Emilio Aragón Álvarez, Alberto Iglesias, Ana Belén oder Carlos Cano. Zunehmend stieg er in die Welt von Jazz, Folk und Weltmusik ein. Er arbeitete sowohl bei Aufnahmen als auch auf der Bühne mit Musikern wie José Antonio Ramos, Jorge Pardo, Horacio Icasto, Canal Street Band, Hot Club de Madrid, Javier Paxariño oder Nono García zusammen. Im Fellini Quartet beschäftigt er sich seit 2017 mit Federico Lechner,  Pablo Martín Caminero und Claudio Constantini (bzw. zunächst Antonio Serrano) mit der Musik von Nino Rota.
Prittwitz hat seit 1997 in der Terra Collection zwölf Alben mit New Age-Musik veröffentlicht. Das mit José Antonio Ramos entstandene Album José Antonio Ramos y Andreas Prittwitz wurde 2005 Finalist der spanischen Premios de la Música der Academia de la Música. Im Jahr 2009 wurde er dort als „bester klassischer Musikinterpret“ für das Crossover-Album Looking Back over the Renaissance nominiert, das er zusammen mit Placido Domingo, Josep Carreras und Eduardo Paniagua vorlegte. Im Jahr 2011 veröffentlichte er als zweiten Teil dieses Projekts Looking Back over the Baroque. Mit diesem Album versucht er, die Grenzen zwischen Alter und heutiger Musik aufzuheben, indem er moderne Instrumente einsetzt und sich der Improvisation in Werken aus dem traditionellen Repertoire bedient. Im selben Jahr erschien die CD Flauta, dulce flauta, eine Aufnahme, die dem Repertoire der Solo-Blockflöte gewidmet ist. Das dritte Album in der Reihe Looking Back widmete sich 2012 der Musik von Fryderyk Chopin mit dem Pianisten Daniel del Pino. 2018 folgte Looking Back over El Siglo de Oro, das auf musikalische Werke aus dem Goldenen Zeitalter Spaniens fokussierte. Weiterhin hat er mehrere Orchesterwerke, Musik für Theater und zeitgenössischen Tanz komponiert und uraufgeführt, sowie Kompositionen für Dokumentarfilme (Greenpeace, Enclave Verde de Telemadrid) verfasst. 2015 wurde er für sein Projekt Looking Back mit dem Serondaya-Preis für kulturelle Innovation ausgezeichnet.
Des Weiteren wirkte Prittwitz als Schauspieler in mehreren Filmen mit, wie etwa Das rote Eichhörnchen (La ardilla roja) von Julio Medem oder El vivo retrato von Mario Menéndez, wo er die Hauptrolle spielte. Zudem hat er in der Rolle des Bernhardt in mehreren Folgen von El tiempo entre costuras mitgewirkt, einer Serie von Antena 3 unter der Regie von Norberto López Amado und Ignacio Mercero.